# 207 aC
El 207 aC va ser un any del calendari romà prejulià. A la República i a l'Imperi Romà es coneixia com l'Any del Consolat de Neró i Salinàtor (o també any 547 Ab urbe condita). L'ús del nom «207 aC» per referir-se a aquest any es remunta a l'alta edat mitjana, quan el sistema Anno Domini va ser el mètode de numeració dels anys més comú a Europa.

## Esdeveniments

### Antiga Grècia
- Nabis es proclama tirà i rei d'Esparta a la mort de Macànides. Per evitar tenir cap rival en el futur fa assassinar Pèlops, el fill de Licurg d'Esparta. A tots els possibles enemics els desterra o executa, i als que desterra sovint els fa matar pel camí o quan arriben al seu destí.[2]

### Antiga Roma
- Aquest any són elegits cònsols Gai Claudi Neró i Marc Livi Salinàtor.[3]
- Claudi Neró va al sud d'Itàlia i s'enfronta als cartaginesos. Derrota a Hanníbal en alguns encontres. Hanníbal es retira a Metapont i Neró captura als missatgers que li enviava el seu germà Hasdrúbal Barca. Neró marxa contra Hasdrúbal que es volia reunir amb Hanníbal a l'Úmbria.[4]
- Batalla de Numistro. Les forces romanes comandades per Marc Claudi Marcel s'enfronten a Hanníbal en una batalla de resultat indecís i un similar nombre de baixes en els dos exèrcits, als voltants de la ciutat de Numistro. Hanníbal, conscient que això el perjudica doncs hi ha altres exèrcits romans a la regió, ordena la retirada, amb Claudi Marcel seguint-lo de ben a prop.[5][6]
- Batalla del Metaure. Els dos cònsols es reuneixen al Picè i acampen prop del riu Metaure. A l'enfrontament, les tropes cartagineses no poden resistir l'atac dels romans, on els dos cònsols, ajudats per les forces del pretor Luci Porci Licí, derroten als cartaginesos. Hasdrúbal mor en l'enfrontament, i això provoca un capgirament en el curs de la Segona Guerra Púnica.[7][8]
- Hanníbal, expulsat dels seus quarters d'hivern al Brutium, va a Lucània i s'estableix a Grumentum, on s'enfronta amb el cònsol Gai Claudi Neró i sofreix una petita derrota. Sembla que la ciutat era lleial als cartaginesos i estava en mans d'Hanníbal, però poc després, cap a l'any 206 aC, es passa als romans.[9]

### Hispània
- Els cartaginesos es reorganitzen durant la conquesta romana d'Hispània, i amb reforços procedents d'Àfrica sota el comandament de Hannó, recobren la major part del sud de la península. Després de sotmetre Hannó aquesta zona, torna Magó amb les seves forces, i es trasllada al territori d'Hasdrúbal fill de Giscó. Però poc després les forces de Hannó i de Magó són derrotades per l'exèrcit romà manat pel pretor Juni Silà. Hannó és capturat, i Hasdrúbal i Magó, es fortifiquen a les principals places fortes.[10]

## Necrològiques
- Hasdrúbal Barca en la batalla del Metaure.[7]
- Macànides, tirà d'Esparta.[2]